# Бойз, Чарлз Вернон
Чарлз Ве́рнон Бойс (англ. Charles Vernon Boys; 15 марта 1855, графство Ратленд — 30 марта 1944, Андовер) — английский физик-экспериментатор, член Лондонского королевского общества (1888).

## Биография
Чарлз Вернон Бойс родился 15 марта 1855 года в графстве Ратленд.
В 1873—1876 годах учился в Королевской горной школе (Кембридж). В 1889—1897 годах — профессор Королевского колледжа в Лондоне, в 1897—1943 годах работал в «Метрополитен газ рефери» и с 1897 года — профессор Королевской горной школы.
Работы по оптике, механике, теплоте. В 1895 году усовершенствовал крутильные весы, с помощью которых определил гравитационную постоянную и плотность Земли.
В 1887 году изобрёл радиомикрометр и измерял им тепло от Луны и планет (в частности, для температуры поверхности Юпитера получил значение менее 100°С). Сконструировал газовый калориметр. В 1888 году изготовил кварцевое стекло и предложил вместо шёлковых нитей использовать кварцевые.
Разработал метод определения показателя преломления линз (метод Бойса). Фотографировал молнию, электрические искры. С помощью фотографических методов исследовал жидкости (1886).
В 1896 году учёный был награждён Королевской медалью Лондонского королевского общества.
В 1916—1917 годах — президент Лондонского физического общества и др. Лондонским физическим обществом учреждена премия имени Чарлза Бойса.
Чарлз Вернон Бойс умер 30 марта 1944 года в городе Андовере.